# Tutti manifesti
Tutti manifesti è il primo album in studio del gruppo musicale italiano Santi Francesi (accreditati come The Jab), pubblicato il 12 luglio 2019 dall'etichetta Taiga.

## Descrizione
Dopo la partecipazione ad Amici17, il gruppo scrive alcuni brani che sono stati inclusi poi nell'album, come dicono i due componenti, l'album è "una raccolta di brani" scritti negli anni successivi al talent.

## Tracce
Testi e musiche di Alessandro De Santis,  Mario Lorenzo Francese.
1. Bianca – 3:08
2. Costenzo – 2:48
3. Lei – 3:07
4. Cartapesta – 3:37
5. Vaniglia – 4:37
6. Costume di Dio – 3:08
7. Amici di nessuno – 2:33
8. Costenzo - Demo Version – 2:51
9. Anna – 3:45
10. Birkenau – 3:39
11. Elena - Bonus Track – 2:54